# アルミランテ・ブラウン (重巡洋艦)
| 竣工当時の 「アルミランテ・ブラウン（ARA Almirante Brown C-1）」 | |
| 艦歴                                                             | |
| 発注                                                             | オート・メラーラ社リヴォルノ造船所                                                                                              |
| 起工                                                             | 1927年11月29日 |
| 進水                                                             | 1929年8月11日 |
| 就役                                                             | 1931年7月11日 |
| 除籍                                                             | 1961年7月31日3月に除籍後、解体。                                                                                                |
| その後                                                           | 解体 |
| クラス名                                                         | ベインティシンコ・デ・マヨ級 |
| 性能諸元                                                         | |
| 排水量:                                                          | 基準：6,800トン 満載：9,000トン                                                                                                 |
| 全長                                                             | 170.8m |
| 水線長                                                           | 162.5m |
| 全幅                                                             | 17.8m |
| 吃水                                                             | 4.66m |
| 機関                                                             | ヤーロー式重油専焼水管缶6基 ＋パーソンズ式ギヤード・タービン2基2軸推進                                                          |
| 最大出力                                                         | 85,000hp |
| 最大速力                                                         | 32.0ノット |
| 航続距離                                                         | 14ノット/8,030海里 |
| 燃料                                                             | 重油：2,300トン |
| 乗員                                                             | 780名 |
| 兵装                                                             | OTO 19cm（52口径）連装砲3基 10.2cm（45口径）単装高角砲6基 ヴィッカース 4cm（39口径）単装ポンポン砲6基 53.3cm三連装魚雷発射管2基 |
| 装甲                                                             | 舷側装甲：70mm（水線最厚部) 甲板：25mm（主甲板） 主砲塔：50mm（最厚部） バーベット部：50mm 司令塔：65mm（最厚部）               |
| 航空兵装                                                         | 水上機：O2Uコルセア2機 カタパルト：1基                                                                                          |

アルミランテ・ブラウン (Almirante Brown) はアルゼンチン海軍の巡洋艦。ベインティシンコ・デ・マヨ級。

## 艦歴
アルミランテ・ブラウンはイタリアで建造された。名称は「ブラウン提督」の意味で、「アルゼンチン海軍の父」といわれたウィリアム・ブラウンに由来する。
1927年10月12日起工。1929年9月28日進水。1931年7月18日竣工。1931年9月15日にアルゼンチンのラプラタに到着。
1941年10月3日、演習中に駆逐艦コリエンテスに衝突。コリエンテスは沈没した。
1961年7月31日除籍。イタリアで解体された。

## 参考図書
- 「世界の艦船増刊　イタリア巡洋艦史」（海人社）
- 「Conway All The World's Fightingships 1860-1905」（Conway）